# Línea 12 (Metro de Barcelona)
La Línea 12 del Metro de Barcelona es un servicio de ferrocarril metropolitano subterráneo integrado en la red del Metro de Barcelona y que forma parte de la Línea Barcelona-Vallès de Ferrocarriles de la Generalidad de Cataluña, compartiendo infraestructura con cuatro servicios más (L6 y L7 de metro, y S1 y S2 del suburbano).
La línea por la que circula podría considerarse una de las líneas de ferrocarril urbano más antiguas del mundo, ya que el «Ferrocarril de Sarrià a Barcelona» que circulaba en superficie, con tracción de vapor y en ancho de vía ibérico, fue inaugurado en 1863, conectando Barcelona con las villas (entonces independientes) de Gracia, San Gervasio y Sarriá, cuando apenas hacía nueve años que las murallas de Barcelona habían sido derribadas. La extensión del Ensanche y la consolidación de la urbanización de la llanura de Barcelona hicieron que se decidiese soterrar el tramo barcelonés a partir de 1929. 
En 1976 se finalizó este ramal hacia Reina Elisenda, siendo parte original de la L6 hasta las obras de remodelación de la estación de Sarrià. El 12 de diciembre de 2016 pasó a explotarse de forma independiente con funciones de tren lanzadera entre Sarrià y Barcelona como una nueva línea integrada del Metro de Barcelona bajo el nombre de L12.

## Características y estaciones
La línea 12 consta de dos estaciones, de las cuales la de Sarrià comparte correspondencias con otros servicios de Metro y suburbanos de FGC. Actualmente existen planes para ampliar esta línea hasta el Hospital Sant Joan de Déu. Cubren el servicio ferrocarriles de la serie 112 y 113 por vía de ancho internacional y con sistema de alimentación por catenaria a 1,5 kV en CC.
| Estación       | Metro | Otros |
| -------------- | ----- | ----- |
| Sarriá         | obras |       |
| Reina Elisenda |       |       |

## Historia

### Antecedentes
El primer antecedente de una línea similar es la prolongación del Ferrocarril de Sarriá a Barcelona desde la estación de Sarriá hacia Barcelona pasando por Pedralbes, planteado por Plan de Urgencia de 1963 para mejorar el transporte de Barcelona.
En 1997 se crea la Autoridad del Transporte Metropolitano (ATM), aglutinando diferentes administraciones responsables e iniciando el planeamiento de forma más global, integrando las líneas de Renfe, FGC y TMB.

### Presentación y aprobación del proyecto

En negro el trazado esquemático que tenía el proyecto inicial L12. En la línea discontinua las prolongaciones de la L3 (en verde), la L6 (en malva) y trazado no superpuesto de Cercanías.

En el año 2002 se aprueba el Plan Director de Infraestructuras 2001-2010 (PDI 2001-2010), el documento elaborado por la Autoridad del Transporte Metropolitano para la coordinación del transporte público colectivo en la Región Metropolitana de Barcelona. El que incluye la línea Castelldefels - San Baudilio - Sarriá. L12 se introdujo a último momento al PDI sin concretar su recorrido ni la localización de algunas estaciones.
La Línea 12 o Línea Castelldefels-San Baudilio-Sarriá del metro de Barcelona fue un proyecto de línea de metro ideada a principios de la década de 2000 por la Generalidad de Cataluña, concretamente por el último gobierno de Jordi Pujol. El siguiente gobierno de Pasqual Maragall descartó la construcción de esta línea por su elevado coste y se proyectaron algunas alternativas.
La línea se proyectó para mejorar el transporte público entre la ciudad de Barcelona y las poblaciones de la comarca del Barcelona: Castelldefels, Gavá, Viladecans, San Baudilio de Llobregat, San Feliu de Llobregat, San Juan Despí, San Justo Desvern y Esplugas de Llobregat. El 4 de julio de 2002 la ATM reservó el color beige (Pantone 486) a esta línea.
En mayo de 2003 la Autoridad del Transporte Metropolitano (ATM) aprobó el proyecto con un trazado más concreto entre Castelldefels y Sarriá. Sin embargo, durante el año 2004 estaba en redacción el proyecto constructivo y el Gobierno de la Generalidad avanzaba que difícilmente la línea podría estar terminada para el año 2008. En 2004 también se planteó la posibilidad de solo realizar la construcción entre Castelldefels y San Baudilio de Llobregat o Cornellá de Llobregat.

Esquema de la L12 tal como fue proyectada en 2003

### Financiación
La financiación para la construcción se estimaba en 1000 millones de euros que debían ser financiados por la Generalidad y para ello se preveían acuerdos con el Gobierno de España y para obtener fondos de la Unión Europea. Otro recurso posible de financiación era el del pago aplazado, como ya sucedió con la línea 9. El cálculo inicial era de unos 48 meses para la ejecución de la obra y con una previsión de terminarla totalmente en 2008. Posteriormente, el PDI se ha valorado que costaría unos 2018,2 millones de euros, mientras que los intercambiadores se cifrarían en 13 millones.

### Características
Según Felip Puig (CiU), entonces Consejero de Política Territorial y Obras Públicas del gobierno de Jordi Pujol, el trazado de la línea sería sinuoso porque había querido recoger las demandas de las poblaciones afectadas.
La línea serviría a 500.000 habitantes y pasaría por ocho municipios: Castelldefels (cuatro estaciones), Gavá (tres), Viladecans (dos), San Baudilio de Llobregat (cuatro), San Feliu de Llobregat (una), San Juan Despí (dos), San Justo Desvern (una), Esplugas de Llobregat (dos) y el distrito de Sarriá-San Gervasio de Barcelona (cuatro estaciones) con un total de 26 km de longitud y 23 estaciones, trece al margen derecho del Llobregat y diez en el izquierdo. La demanda esperada era de 25 millones de viajeros al año.
Habría cinco intercambiadores con Cercanías de Barcelona, FGC, Trambaix y la futura Línea 9 del metro de Barcelona (L9). La previsión era de adquirir 19 trenes, con frecuencias de paso de 6 minutos a una velocidad de 33 km / h. La construcción se realizaría con tuneladora y un túnel con un diámetro exterior de 9, 40 metros, salvo algún tramo con pantallas a cielo abierto y el cruce del río Llobregat.
Si se hiciere el nuevo proyecto del 2016, entre las estaciones de Finestrelles-Sant Joan de Déu y Sant Feliu | Consell Comarcal, la línea 12 compartirá vías con la prolongación de la línea 3. Al salir de Sant Feliu | Consell Comarcal unos trenes se dirigirán a la estación terminal de la línea 3, Sant Feliu Centre; y otros trenes se dirigirán hacia Sant Boi y Castelldefels, de la línea 12. (según fandom)

### Cancelación del proyecto y alternativa

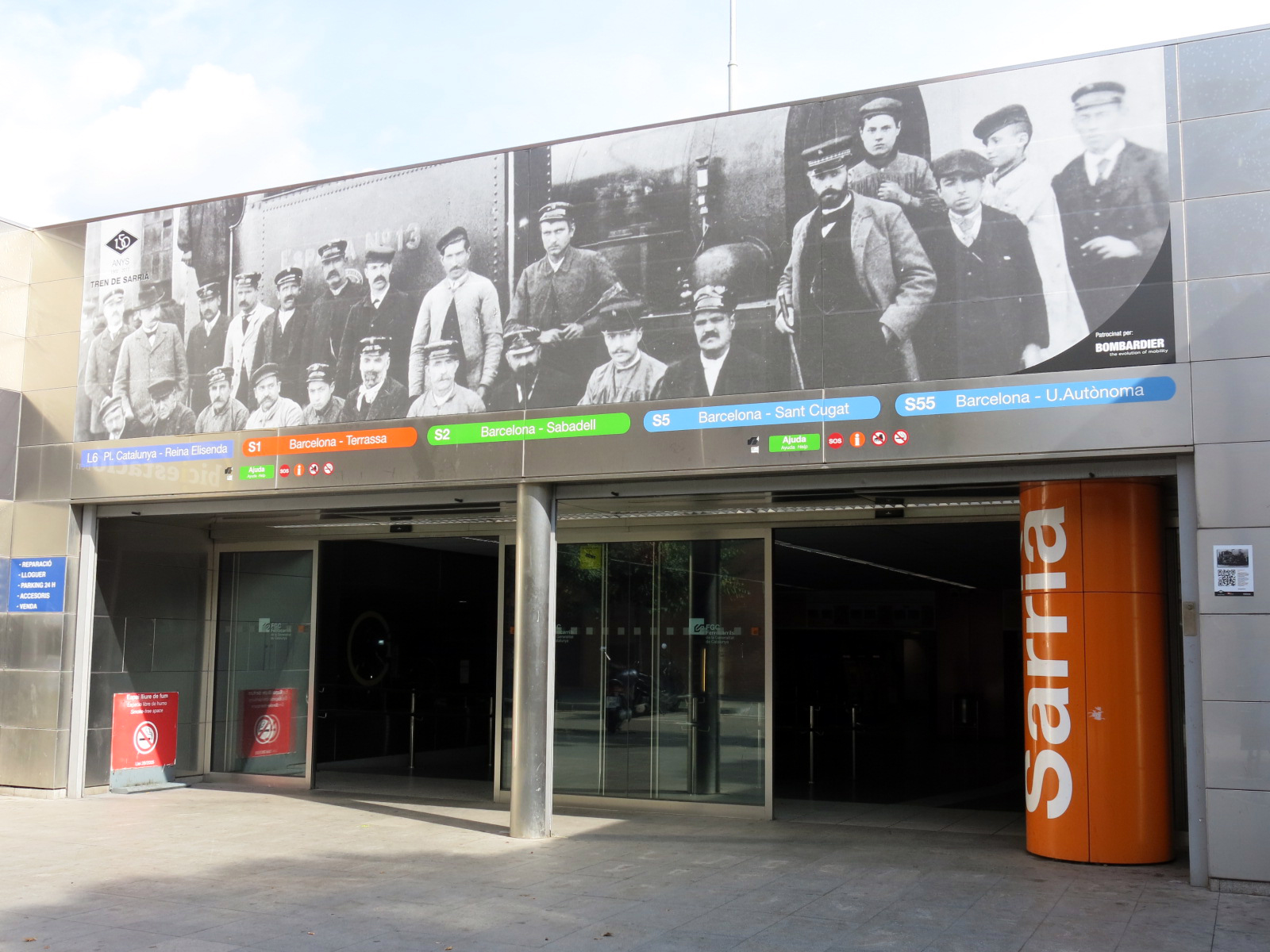
Entrada principal de la Estación de Sarrià.

A finales de 2003 el Partido de los Socialistas de Cataluña (junto con el resto de partidos del Tripartito) relevaron a CiU al frente de la Generalidad de Cataluña. Joaquim Nadal se convirtió en el consejero de Política Territorial y Obras Públicas, el departamento competente en infraestructuras. Inicialmente Nadal se comprometió en el Parlamento de Cataluña a mantener el trazado y la fecha de inauguración del 2008, pero unos meses más tarde su gobierno descartó este proyecto criticando al ex-consejero por haber planeado la línea sin la existencia «de estudios de viabilidad técnica y económica».
Inicialmente se planteó la posibilidad de la construcción de un metro semiligero entre Castelldefels y San Baudilio o Cornellá de Llobregat, donde enlazaría con las Cercanías de Barcelona y los trenes FGC. También se planteó la prolongación de la línea 1 a San Baudilio de Llobregat desde el el Prat de Llobregat.
Finalmente se decidió ampliar las líneas existentes y hacer nuevas conexiones con el tranvía y el ferrocarril, planificando así la prolongación de la línea 3, la línea 6 y el TRAM. Concretamente la actuación AX17 del PDI 2001-2010 sustituyó el documento actualizado por dos actuaciones:
- AX17a: prolongación de la L3 en 7,8 kilómetros de longitud, desde Zona Universitaria a San Feliu.[13]
- AX17b: prolongación de la L6 en 2,7 kilómetros de longitud, desde Reina Elisenda a Finestrelles-Sant Joan de Déu.[14]

En el PDI 2009-2018 también se programó la prolongación del Trambaix en San Baudilio de Llobregat (T1) y Quatre Camins (T3) en San Vicente dels Horts.